# Důl Ždanivska
Ždanivska (ukrajinsky Шахта Жданівська) je černouhelný důl, který se nachází ve Ždanivce v Doněcké oblasti na jihovýchodě Ukrajiny. Celková výtěžnost dolu se předpokládala ve výši 43,3 milionu tun uhlí v roce 2001. V témže roce se plánovalo ročně vytěžit kolem 712 tisíc tun uhlí.

## Technické specifikace
Důl byl otevřen v roce 1957. V 90. letech 20. století činila maximální hloubka dolu 671 metrů. Důlní pole se skládá z 8 úklonných a 1 svislé šachty. Celková délka podzemní stavby byla 62,8 kilometrů na konci druhého tisíciletí. Sloj l7 je pro horníky nebezpečná kvůli samovolným únikům metanu.

## Vývoj počtu zaměstnanců
Celkový počet zaměstnanců v 90. letech 20. století klesl o více než 45 %. Propad v počtu pracovníku byl menší u fárajících horníků, kde činil pouze 33,97 %.